# Estadio Municipal Reino de León
Le Stade Municipal Reino de León (appelé Nuevo Estadio Antonio Amilivia jusqu'au 5 septembre 2008) est un stade de football situé à León (Espagne). Il appartient à la municipalité de León et il est utilisé par le club Cultural y Deportiva Leonesa. 

## Histoire
Le stade est inauguré le 20 mai 2001. Il peut accueillir 13 400 spectateurs.